# Limnophila (Limnophila) referta
Limnophila (Limnophila) referta is een tweevleugelige uit de familie steltmuggen (Limoniidae). De soort komt voor in het Australaziatisch gebied.